# Eustroma costimacula
Eustroma costimacula là một loài bướm đêm trong họ Geometridae.